# 게센누마역
게센누마역(일본어: 気仙沼駅)은 일본 미야기현 게센누마시에 위치한 동일본 여객철도의 철도역이다. 오후나토 선의 소속역이며, 이 역을 기점으로 하는 게센누마 선 등 2개의 노선이 운행되고 있다. 단선 · 섬식의 형태를 합친 2면 3선 구조의 복합 승강장을 갖춘 지상역이다.

## 타는 곳
| 1     | ■ 게센누마 선 | 상행 | 시즈가와 · 야나이즈 · 마에야치 방면 |
| 1     | ■ 오후나토 선 |      | 하차 전용                           |
| 2     | ■ 게센누마 선 |      | 하차 전용                           |
| 2     | ■ 오후나토 선 | 하행 | 사카리 방면                         |
| 3 · 4 | ■ 오후나토 선 | 상행 | 이치노세키 방면                     |

## 이용 현황
| 연도     | 1일 평균 | 연도     | 1일 평균 |
| 2000년도 | 378      | 2008년도 | 315      |
| 2001년도 | 346      | 2009년도 | 308      |
| 2002년도 | 302      | 2010년도 | 287      |
| 2003년도 | 292      | 2011년도 |          |
| 2004년도 | 313      | 2012년도 | 261      |
| 2005년도 | 316      | 2013년도 | 250      |
| 2006년도 | 322      | 2014년도 | 237      |
| 2007년도 | 318      |          |          |
| -------- | -------- | -------- | -------- |

## 역 주변
- 국도 제284호선

## 인접 역
| 오후나토 선              | 오후나토 선   | 오후나토 선                  |
| ------------------------ | ------------- | ---------------------------- |
| 니쓰키 이치노세키 방면   | ■ 오후나토 선 | 시시오리카라쿠와 사카리 방면 |
| 게센누마 선              |               |                              |
| 후도노사와 마에야치 방면 | ■ 게센누마 선 | 시·종착역                    |